# Coming up for Air (Breathing Space)
Coming up for air is het eerste studioalbum, dat onder de groepsnaam Breathing Space werd uitgebracht. Ten opzichte van het voorgaande album, dat werd uitgebracht onder de naam van Iain Jennings, is een groot aantal personele wisselingen doorgevoerd, iets wat de band zou blijven teisteren. Het album is opgenomen in de eigen Fairview Studio in Willerby.

## Musici
- Iain Jennings – toetsinstrumenten
- Olivia Sparnenn – zang
- Mark Rowen – gitaar
- Paul Teasdale – basgitaar
- Ben Jennings – toetsinstrumenten
- Barry Cassells – slagwerk

met
- Liam Davison – gitaar (van Mostly Autumn)
- John Hart – saxofoon

## Muziek
| Nr. | Titel                      | Duur |
| --- | -------------------------- | ---- |
| 1.  | Coming up for air          | 6:04 |
| 2.  | When I hold on to you      | 4:09 |
| 3.  | On the blue horizon        | 5:02 |
| 4.  | Time tells all the unknown | 4;46 |
| 5.  | Rain song                  | 5:40 |
| 6.  | The senses                 | 4:23 |
| 7.  | Don’t turn a blind eye     | 6:08 |
| 8.  | Head above the water       | 5:26 |
| 9.  | Searching for my shadow    | 5:13 |
| 10. | Turn of the tide           | 3:42 |